# 维斯弗勒克
维斯弗勒克是奥地利布尔根兰州上瓦特县的一个市镇。总面积20.08平方公里，总人口1178人，人口密度58.7人/平方公里（2001年）。